# Johannes Potter van Loon
Johannes Potter van Loon (Sint Annaparochie, 25 april 1800 - Appingedam, 1 januari 1865) was een Nederlandse advocaat en procureur en burgemeester.

## Leven en werk
Potter van Loon werd in 1800 in Sint Annaparochie geboren als zoon van de notaris Everhardus van Loon en van Attje Potter Jouwstra. Hij studeerde rechten aan de universiteit van Groningen en promoveerde aldaar op een dissertatie in 1823. Hij vestigde zich als advocaat en procureur in Appingedam. Hij was lid van de gemeenteraad van Appingedam. In maart 1843 werd hij benoemd tot rechter-plaatsvervanger bij de arrondissementsrechtbank van Appingedam. In december van datzelfde jaar werd hij benoemd tot burgemeester van Appingedam, een functie die hij bijna twintig jaar zou vervullen.
Potter van Loon trouwde op 28 januari 1824 te Groningen met Gezina Marissen, dochter van een Groningse rentenier. Na haar overlijden hertrouwde hij op 28 september 1836 te Loppersum met Reiniera Sissingh, dochter van de burgemeester van Loppersum. Zijn derde huwelijk sloot hij na het overlijden van zijn tweede echtgenote in 1837 op 27 december 1842 te Uithuizen met de predikantsdochter Willemina Titia Brouwer. Potter van Loon overleed op 1 januari 1865 op 64-jarige leeftijd in zijn woonplaats Appingedam.